# Outrage à agent public en France
Pour les articles homonymes, voir Outrage.
L'outrage à agent public est un outrage à l'égard d'une personne chargée d'une fonction publique ou dépositaire de l'autorité publique dans l'exercice. Il constitue un délit du code pénal français pouvant être puni d'1 an d'emprisonnement et de 15 000 euros d'amende.

## Qualification juridique du délit
L'article 433-5 du Code pénal le définit ainsi :

« Constituent un outrage puni de 7 500 euros d'amende les paroles, gestes ou menaces, les écrits ou images de toute nature non rendus publics ou l'envoi d'objets quelconques adressés à une personne chargée d'une mission de service public, dans l'exercice ou à l'occasion de l'exercice de sa mission, et de nature à porter atteinte à sa dignité ou au respect dû à la fonction dont elle est investie. Lorsqu'il est adressé à une personne dépositaire de l'autorité publique, l'outrage est puni de un an d'emprisonnement et de 15 000 euros d'amende. Lorsqu'il est commis en réunion, l'outrage prévu au premier alinéa est puni de six mois d'emprisonnement et de 7 500 euros d'amende, et l'outrage prévu au deuxième alinéa est puni de deux ans d'emprisonnement et de 30 000 euros d'amende. »

Exemples de personnes chargées d'une mission de service public : instituteur, chauffeur de bus, sapeur-pompier, facteur, agent de surveillance de la voie publique (ASVP).
Exemples de personnes dépositaires de l'autorité publique : magistrat, préfet, policier municipal, policier national, adjoint de sécurité, gendarme, fonctionnaire de l'Administration Pénitentiaire, douaniers, agent de surveillance de Paris (ASP), inspecteur ou contrôleur du travail, agents assermentés de la SNCF, garde particulier assermenté.
L'article 45 de la loi no 2002-1138 du 9 septembre 2002 modifie l'article 433-5 du Code pénal :
Constituent un outrage puni de 7 500 euros d'amende les paroles, gestes ou menaces, les écrits ou images de toute nature non rendus publics ou l'envoi d'objets quelconques adressés à une personne chargée d'une mission de service public, dans l'exercice ou à l'occasion de l'exercice de sa mission, et de nature à porter atteinte à sa dignité ou au respect dû à la fonction dont elle est investie.
Lorsqu'il est adressé à une personne dépositaire de l'autorité publique, l'outrage est puni d'un an d'emprisonnement et de 15 000 euros d'amende.
Lorsqu'il est adressé à une personne chargée d'une mission de service public et que les faits ont été commis à l'intérieur d'un établissement scolaire ou éducatif, ou, à l'occasion des entrées ou sorties des élèves, aux abords d'un tel établissement, l'outrage est puni de six mois d'emprisonnement et de 7 500 euros d'amende.
Lorsqu'il est commis en réunion, l'outrage prévu au premier alinéa est puni de six mois d'emprisonnement et de 7 500 euros d'amende, et l'outrage prévu au deuxième alinéa est puni de deux ans d'emprisonnement et de 30 000 euros d'amende.
Les propos ou actes insultants doivent avoir été commis en privé (lettre d'insultes, lors d'un contrôle...) et non en public (sur un réseau social, dans la presse...). Si les propos sont publics, ils relèvent de l'injure publique. Si les gestes concernent des violences physiques, ils peuvent être punis comme des coups et blessures (violences volontaires sur personne dépositaire de l'autorité publique).

## Contestation
Le délit d'outrage est de plus en plus relevé par les agents de l'autorité publique : l'Observatoire national de la délinquance a recensé 31 731 faits d’outrage à agents dépositaires de l’autorité en 2007 contre 17 700 en 1996, soit une augmentation de 79 %.
Les policiers sont ceux qui portent le plus souvent plainte pour outrage. Le Syndicat de la magistrature a condamné cette tendance, indiquant qu'elle était aussi un moyen de « faire du chiffre ». Le sociologue Fabien Jobard constate qu'en outre, les sanctions sont de plus en plus sévères, 20 % des infractions à dépositaires de l'autorité publique (IDPAP) donnant lieu à des peines de prison ferme. Selon lui, les plaintes pour délit d'outrage représentent un complément de rémunération pour certains policiers lorsqu'ils se portent partie civile (soit pour les deux tiers des plaintes), grâce aux dommages et intérêts versés par le condamné, qui vont en général de 300 à 800 euros pour les injures. Pour ces procédures, les frais de la défense sont pris en charge par le ministère de l'Intérieur au titre de la protection fonctionnelle du fonctionnaire. 
Le montant global des condamnations est passé de 8,5 millions d'euros en 2008 à 13,2 millions en 2012. Un rapport de l'Inspection générale rendu en 2013 dénonce ainsi l'existence d'un « business » de l'outrage à agents et suggère, pour entraver cette dérive, de « ne plus payer les frais d'avocat dans les affaires d'outrages, injures et rebellion sans violence physique ».
En juillet 2008, à l'initiative de Romain Dunand et Jean-Jacques Reboux, est créé le CODEDO (Collectif pour une dépénalisation du délit d'outrage),.